# Программа ООН-СВОД
Программа Организации Объединённых Наций по сокращению выбросов в результате обезлесения и деградации лесов (или Программа ООН-СВОД) является совместной программой Продовольственной и сельскохозяйственной организации Объединенных Наций (ФАО), Программы развития Организации Объединенных Наций (ПРООН) и Организации Объединенных Наций по окружающей среде. Программа создана в 2008 году в ответ на решения РКИК ООН по Балийскому плану действий и REDD на КС-13. Его не следует путать с СВОД+, добровольной организацией по подходу к смягчению последствий изменения климата, которая была разработана Сторонами РКИК ООН.
Общая цель развития Программы — сократить выбросы углерода лесами и увеличить запасы углерода в них, внося вклад в национальное устойчивое развитие. Программа ООН-СВОД поддерживает процессы СВОД + и способствует осознанному и значимому участию всех заинтересованных сторон, включая коренные народы и другие зависящие от лесов сообщества, в реализации СВОД + на национальном и международном уровнях.
Программа непрерывно расширялась с момента ее создания. В настоящее время насчитывает более 60 официальных стран-партнеров, охватывающих Африку, Азиатско-Тихоокеанский регион и Латинскую Америку-Карибский бассейн.
Помимо Программы ООН СВОД, другие инициативы, помогающие странам, участвуют в СВОД +, включая Фонд партнерства по лесному углероду Всемирного банка, Норвежскую международную инициативу по климату и лесам, Глобальный экологический фонд, Австралийскую международную инициативу по выбросам углерода в лесах, Совместное партнерство по лесам, и Зеленый климатический фонд.
Программа ежегодно публикует годовой и полугодовой отчет о ходе выполнения программы.

## Поддержка стран-партнеров
Программа ООН-СВОД поддерживает свои страны-партнёры посредством:
- Прямого финансирования и технической поддержки разработки и реализации национальных программ СВОД+;
- Дополнительного специализированного финансирования и технической поддержки национальных мероприятий СВОД+;
- Технического потенциала стран в усилении поддержки посредством обмена опытом, общих подходов, анализов, методологий, инструментов, данных, передовой практики и содействия обмену знаниями.

## Управление
Механизмы управления Программы ООН-СВОД на 2016—2020 года обеспечивают полное и эффективное участие всех заинтересованных сторон этой программы: стран-партнеров, доноров, коренных народов, организаций гражданского общества, участвующих агентств ООН, — обеспечивая при этом оптимизированные процессы принятия решений и четкую линии подотчетности.
Механизмы управления построены на пяти принципах: инклюзивность, прозрачность, подотчетность, решения на основе консенсуса и участие.
Механизмы управления Программой ООН-СВОД на 2016—2020 годы включают:

### Исполнительный совет
Исполнительный совет Программы ООН-СВОД осуществляет общий надзор за Программой, принимая решения о распределении ресурсов фонда ООН-СВОД. Совет собирается два раза в год или чаще, если это необходимо для эффективного выполнения своих функций и обязанностей.

### Сборка
Ассамблея программы — это широкий форум с участием многих заинтересованных сторон, призванный способствовать консультациям, диалогу и обмену знаниями между участниками программы.

### Национальные руководящие комитеты
Национальные руководящие комитеты способствуют усилению ответственности страны и совместному (общему) принятию решений по национальным программам СВОД+ и включают представителей гражданского общества и коренных народов. Каждый национальный руководящий комитет обеспечивает надзор за национальными программами, устраняя любые задержки, изменения или переориентацию программы, обеспечивая согласование с результатами и достижением результатов, ожидаех и утвержденных Исполнительным советом.

### Офис многостороннего трастового фонда
Офис Многостороннего трастового фонда обеспечивает управление финансированием Программы ООН-СВОД в режиме реального времени.

## Стратегические рамки на 2016—2020 годы
Работа Программы ООН-СВОД определяется её Стратегической рамочной программой на 2016—2020 годы с целью:
Сократить выбросы лесов и увеличить запасы углерода в лесах, внося вклад в национальное устойчивое развитие.
Для реализации своей цели и целевого воздействия Программа определила три результата и вспомогательные результаты для своей рабочей программы на 2016—2020 годы:
1. Были разработаны вклады СВОД+ в смягчение последствий изменения климата, а также в предоставление дополнительных преимуществ.
2. Вклад стран в смягчение последствий изменения климата с помощью СВОД+ измеряется, сообщается и проверяется, и имеются необходимые институциональные механизмы.
3. Вклад СВОД+ в смягчение последствий изменения климата осуществляется и обеспечивается посредством политики и мерами, которые представляют собой действия, ориентированные на результаты, включая разработку соответствующих и эффективных институциональных механизмов.

Кроме того, Программа определила четыре важных сквозных темы, которые имеют особое значение для обеспечения и достижения желаемых результатов: взаимодействие с заинтересованными сторонами, управление лесным хозяйством, безопасность владения и гендерное равенство.

## Финансовое обеспечение программы
Программа ООН СВОД полностью зависит от добровольных взносов. Донорами программы были Европейская комиссия и правительства Дании, Японии, Люксембурга, Норвегии, Испании и Швейцарии.

## Общедоступность информации
Программа ООН СВОД придерживается мнения, что информация имеет фундаментальное значение для эффективного участия всех заинтересованных сторон, включая общественность, в продвижении усилий СВОД+ по всему миру. Обмен информацией способствует прозрачности и подотчетности и позволяет общественности участвовать в деятельности СВОД +.
Агентства ООН, сотрудничающие с Программой ООН-СВОД — ФАО, ЮНЕП и ПРООН — стремятся сделать информацию о Программе и ее операциях доступной для общественности в интересах общедоступности. В рамках этого обязательства Программа публикует годовые и полугодовые отчеты о ходе выполнения программы и предоставляет онлайн-доступ к управлению финансированием в режиме реального времени.

## Разница между СВОД+ и Программой ООН-СВОД
СВОД+ — это добровольный подход к смягчению последствий изменения климата, разработанный Сторонами РКИК ООН. Он направлен на стимулирование развивающихся стран к сокращению выбросов в результате обезлесения и деградации лесов, сохранению запасов углерода в лесах, рациональному управлению лесами и увеличению накоплений углерода в лесах.
Совместная программа Организации Объединенных Наций по сокращению выбросов в результате обезлесения и деградации лесов в развивающихся странах, или Программа ООН-СВОД — является многосторонним органом, который сотрудничает с развивающимися странами, чтобы поддержать их в создании технического потенциала, необходимого для реализации СВОД + и выполнения требований РКИК ООН в отношении платежей, ориентированных на результаты СВОД +. Это достигается за счет подхода, основанного на странах, который предоставляет услуги консультативной и технической поддержки, адаптированные к национальным условиям и потребностям. Программа ООН-СВОД является совместной программой Продовольственной и сельскохозяйственной организации Объединенных Наций (ФАО), Программы развития Организации Объединенных Наций (ПРООН) и Программы Организации Объединенных Наций по окружающей среде (ЮНЕП) и использует технический опыт этих агентств ООН. К другим примерам многосторонних соглашений СВОД+ относятся Фонд лесного углеродного партнерства и Программа лесных инвестиций, организованная Всемирным банком.